# The Standard (Hongkong)
The Standard (chinesisch 英文虎報 / 英文虎报, kurz 虎報 / 虎报) ist eine englischsprachige Gratiszeitung in Hongkong, die ursprünglich unter dem Namen Hongkong Tiger Standard (標準虎報) gegründet wurde und in den Folgejahren weitere Namensänderungen erlebte.
In den Mediadaten bezeichnet sich The Standard als „Hongkongs vertrauenswürdigste Zeitung“ (englisch Hong Kong’s most Trustworthy newspaper). Als Quelle wird eine Umfrage der „Fakultät für Journalismus und Kommunikation“ (School of Journalism and Communication) der Chinesischen Universität Hongkong angegeben. Sie ist seit September 2007 die erste kostenlose englischsprachige Zeitung Hongkongs. Als Hauptkonkurrent der Zeitung nach jungen chinesischen Leserschaft ist nach wie vor die englischsprachige South China Morning Post.

## Geschichte
Die Zeitung wurde von dem birmanisch-chinesischen Unternehmer Aw Boon Haw (u. a. Tiger Balm) nach dem Zweiten Weltkrieg ursprünglich unter dem Namen Hongkong Tiger Standard (標準虎報) im Frühling des 1. März 1949 gegründet, als gegen Ende des chinesischen Bürgerkriegs zahlreiche in den Vereinigten Staaten ausgebildete Journalisten nach Hongkong kamen. Sie bildeten die Basis der ersten englischsprachigen Zeitung in der damaligen Kronkolonie, bei der die redaktionelle Verantwortung ausschließlich bei Chinesen lag.

## Format
Die Druckausgabe erscheint im klassischen Kleinformat von Boulevardzeitungen.
Inhaltlich setzt die Zeitung auf einen „lebendigen Mix“ lokaler und internationaler Nachrichten sowie Rubriken wie Sport, Wirtschaft und Technologie. Dazu kommen je nach Wochentag bestimmte Schwerpunktthemen – so Marktberichte am Montag (Money Glitz) und Entertainment – und Lifestyle-Themen am Freitag (Weekend Glitz). In den Mediadaten wird zudem hervorgehoben, dass die Inhalte leicht zu konsumieren seien („englisch easy to read“).

## Verbreitung
Im Jahr 2012 lag die Druckauflage bei etwas über 200.000 Exemplaren. Die korrespondierende Website erzielte laut Mediadaten 2016 monatlich über eine Million Seitenabrufe.
Zwischenfall – Betrug der Auflagenzahlen
Mitte der 1990er Jahre wurde gegen die Zeitschrift ermittelt, da sie ihre Auflage künstlich in die Höhe getrieben hatte, um damit höhere Anzeigenpreise bzw. Werbeeinnahmen generieren zu können. Ausgangspunkt war ein Fund von 14.000 Exemplaren an einem Pier durch die „Unabhängige Kommission gegen Korruption“ – ICAC (Independent Commission Against Corruption, 廉政公署) im August 1996. Im Rahmen der Ermittlungen stellte die „Anti-Korruptionskommission“ – ICAC fest, dass ab 1994 bis 1997 die Auflagenzahlen des Standard und des Sunday Standard routinemäßig mittels einer quasi nichtexistenten Firma namens „Mornstar“ hoch gehalten wurden. Die „fiktive“ Firma nahm kostenpflichtig Exemplare in signifikanter Menge ab und stellte im Gegenzug Rechnungen für nie erbrachte Dienstleistungen. Drei verantwortliche Mitarbeiter wurden zu Haftstrafen zwischen vier und sechs Monaten verurteilt, Aw Sian (aka Sally Aw Sian, 胡仙) als Inhaberin der Verlagsgesellschaft wurde aufgrund der Intervention des damaligen Justizministers (englisch Secretary for Justice) Elsie Leung (梁愛詩) nicht angeklagt, da es aus ihrer Sicht nicht im öffentlichen Interesse sei, die Inhaberin mit nur unzureichenden Beweisen strafrechtlich zu verfolgen. Außerdem gelangten teilweise Inhalte des Vernehmungsprotokolls der ICAC an die Öffentlichkeit, so dass es weitere  juristische Bedenken gab für ein juristisch faires Gerichtsverfahren, aufgrund voreingenommener öffentlicher Vorverurteilung dem Angeklagten gegenüber. Die juristische Unabhängigkeit und der Ruf des Rechtssystems in Hongkong stehe auf dem Spiel und würde dadurch international Schaden nehmen.